# Camponotus crepusculi
Camponotus crepusculi är en myrart som beskrevs av Arnold 1922. Camponotus crepusculi ingår i släktet hästmyror, och familjen myror. Inga underarter finns listade.